# Blanchebelle et le Serpent
Blanchebelle et le Serpent (en italien : Biancabella e la biscia sua sorella) est un conte de fées figurant dans le premier volume — Troisième Nuit, Troisième Fable — des Nuits facétieuses, publié en 1550 à Venise sous le nom de Giovanni Francesco Straparola.
Au XXe siècle, Italo Calvino en rapporte une version piémontaise, Le Serpent, contenant certains éléments d'une version toscane, et note les larges altérations entre le style du récit de Straparola à côté de la simplicité du conte populaire.

## Résumé
Lamberic, marquis de Montferrat, se désespère que sa femme lui donne un enfant. Un jour, tandis que son épouse est endormie dans le jardin, une couleuvre se glisse entre ses jambes et, quelque temps plus tard, elle tombe enceinte et donne naissance à une petite fille qui, à la grande frayeur des sages-femmes, a un serpent trois fois enroulé autour du cou :

« [...] Advint un jour entre les autres, que la Marquise s’en alla passer le temps en son jardin, & estant vaincue du sommeil, se vint à endormir au pied d’un arbre, & ainsi qu’elle dormoit doucement, voicy une petite coleuvre qui s’approcha d’elle, & s’estant coulée souz ses vestemens, luy entra secrettement en la nature, sans qu’elle s’en peust jamais apercevoir : & en montant subtilement par le ventre de ceste dame, se vint à arrester joliement en ce lieu. Bien tost apres la Marquise devint grosse, en grand contentement, & resjouïssance de toute la cité, & quand elle fut à terme, elle enfanta une fille aveq une coleuvre qui luy environnoit trois fois le col. [...] »

L'animal, aussitôt, s'échappe dans le jardin, sans avoir causé de mal à quiconque.

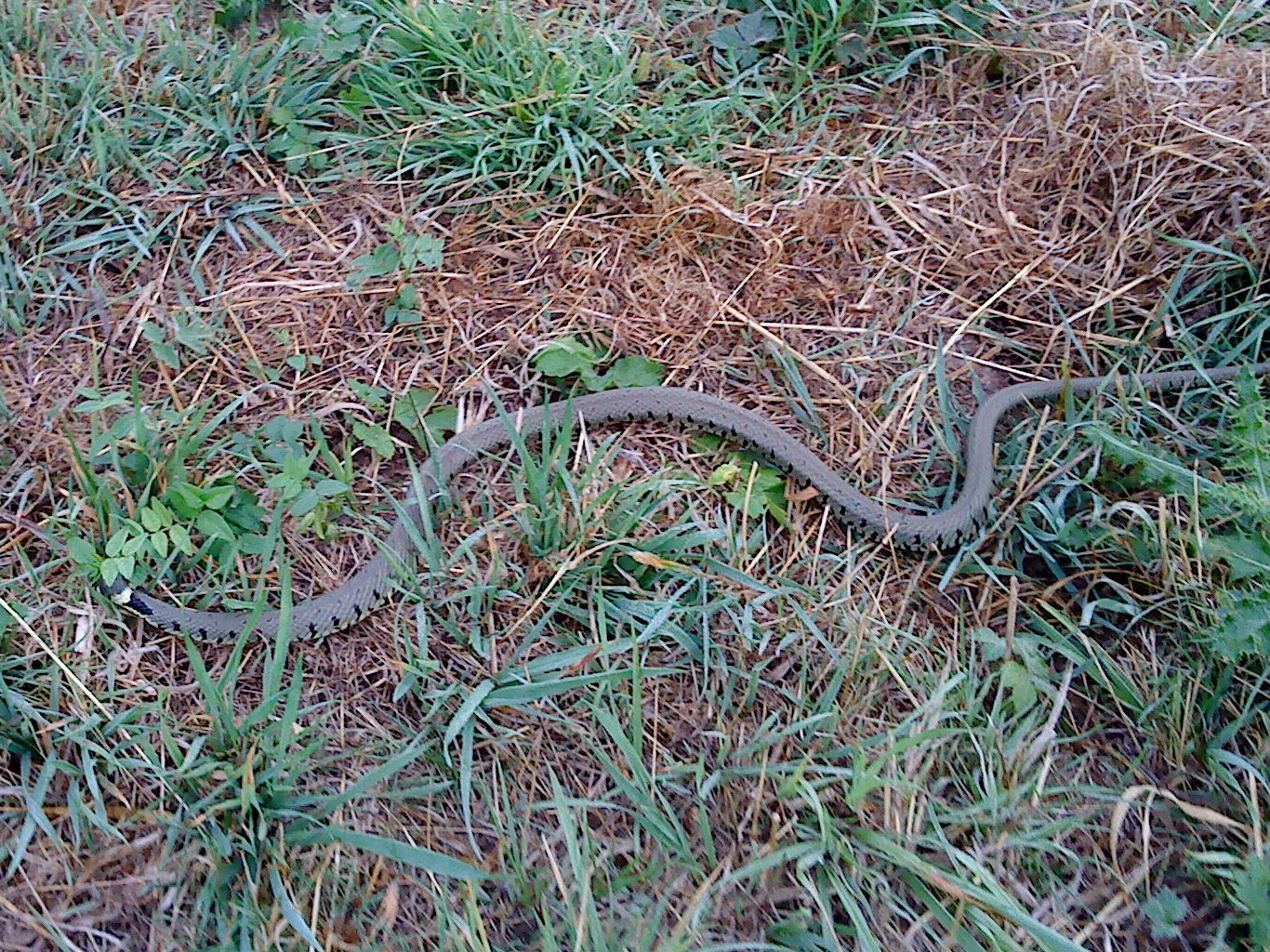
Une couleuvre. L'animal est mis à l'honneur dans ce conte.

La fillette est appelée Blanchebelle. Quand elle a dix ans, la couleuvre vient la trouver dans le jardin et lui dit qu'elle est sa sœur, Samaritaine et que, si Blanchebelle lui obéit, elle sera heureuse, sinon elle connaîtra un sort misérable. L'animal lui enjoint d'apporter deux seaux, l'un rempli de lait et l'autre d'eau de rose. Quand Blanchebelle rentre à la maison, elle est si désemparée que sa mère lui demande ce qui la rend si triste. La fillette demande seulement les deux seaux, que sa mère lui donne de bonne grâce, et revient avec eux au jardin. La couleuvre fait se baigner Blanchebelle dans le seau de lait puis dans le seau d'eau de rose, et la petite devient alors encore plus belle. Un peu plus tard, elle s'aperçoit que des joyaux lui tombent des cheveux quand on les lui peigne et que des fleurs apparaissent dans ses mains quand elle se les lave.
L'incroyable beauté de Blanchebelle lui attire de nombreux prétendants. Son père finit par accorder sa main à Ferrandin, roi de Naples. Après les noces, Blanchebelle appelle Samaritaine, mais la couleuvre semble avoir disparu. La jeune fille se rend compte qu'elle a dû lui désobéir et s'en attriste, mais elle part avec son mari. Or, Ferrandin a une marâtre, qui a eu deux filles d'un précédent mariage, et qui aurait souhaité que le roi épouse l'une d'elles ; dès lors, elle ne peut souffrir Blanchebelle. Quelque temps après, Ferrandin s'en va guerroyer contre le roi de Tunis. Pendant son absence, la marâtre ordonne à deux fidèles serviteurs d'emmener Blanchebelle à l'écart et de la tuer, puis de ramener une preuve de leur crime. Les deux hommes, cependant, sont apitoyés par la beauté de la jeune reine et, au lieu de la tuer, ils lui coupent les mains et lui arrachent les yeux. La marâtre fait alors courir le bruit que ses propres filles sont mortes et que la reine, à la suite d'une fausse couche, est malade. Ensuite, elle installe l'une de ses filles dans le lit du roi. Ferrandin revient de guerre victorieux, mais découvre avec désarroi ce qu'il est advenu de sa femme : non seulement elle a perdu toute sa beauté, mais sa chevelure a des poux au lieu de pierres précieuses et ses mains de la crasse en place de fleurs.
Blanchebelle appelle encore une fois sa sœur Samaritaine, mais elle n'apparaît toujours pas. Un vieil homme trouve la jeune fille manchote et aveugle et l'emmène chez lui. Sa femme le lui reproche, suspectant que la jeune fille a été punie pour avoir commis quelque faute, mais l'homme lui tient tête et ordonne que l'on se montre aimable à l'égard de Blanchebelle. Un jour, Blanchebelle demande à l'une des filles du vieux couple de lui peigner les cheveux, ce à quoi la mère objecte que sa fille n'est pas une servante, mais la fille fait cependant ce qui lui a été demandé. Des joyaux, alors, tombent des cheveux de Blanchebelle, ce qui délivre la famille de la pauvreté et est source, même pour la mère, du plus grand contentement. Après un certain temps, Blanchebelle demande au vieil homme de l'amener à l'endroit où il l'a découverte. Là, elle appelle de nouveau Samaritaine, en vain. Elle est au plus profond du désespoir et pense se jeter à l'eau. Mais, à ce moment, Samaritaine apparaît, enfin. Blanchebelle demande pardon à sa sœur, qui lui rend alors ses yeux et ses mains et se transforme elle-même en belle jeune fille.
Au bout d'un certain temps, les deux sœurs, le vieux couple et les filles de ces derniers partent pour Naples, où Samaritaine, par magie, fait apparaître, juste en face du palais du roi, un autre palais, magnifique. Ferrandin aperçoit les femmes et s'étonne de la ressemblance de l'une d'elles avec la reine, au temps de sa splendeur. On lui dit qu'il s'agit d'exilées venues de Perse. Le roi est bientôt amené à venir visiter le palais où vivent les deux sœurs et s'y rend en compagnie de femmes de cour, y compris sa belle-mère. Là, Samaritaine demande à une servante, du nom de Silvérie, de prendre une cithare et de chanter l'histoire de Blanchebelle, ce qu'elle fait sans citer les noms des personnages de sa chanson. Ensuite, Samaritaine demande quel châtiment on doit réserver à l'auteur d'un tel méfait. La belle-mère, pensant ainsi éviter que des soupçons ne pèsent sur elle, répond que le criminel mérite la fournaise ardente. Samaritaine révèle alors la vérité au roi, et montre comme preuves de ses dires les joyaux et les fleurs dans les cheveux et les mains de sa sœur, ainsi que la marque de naissance que celle-ci a gardée autour du cou. Ferrandin envoie la marâtre au bûcher. Les trois filles du vieux couple font un mariage honorable. Et le roi vit longtemps au côté de Blanchebelle et de sa sœur, laissant après lui des héritiers légitimes pour lui succéder.

## Le Serpent
Dans Le Serpent, la fille, une paysanne, est la cadette de trois sœurs. Le serpent la protège après qu'elle été la seule à ne pas s'effrayer de sa vue. Le serpent lui donne de pleurer des perles et de l'argent, de rire des graines de grenadier, et d'avoir du poisson en se lavant les mains – ce dernier don étant celui qui sauve sa famille de la faim. Jalouse, sa sœur l'a fait enfermer au grenier, mais là, elle voit le prince et rit, et un grenadier pousse tout d'un coup de l'une des graines. Le prince l'épouse après qu'elle a pu cueillir les grenades.
Ses sœurs tentent de procéder à la même substitution que dans le conte de Straparola mais, au moment des noces, la sœur aînée est épousée. Le serpent doit ruser pour récupérer les yeux et les mains, en échange de figues et de pêches que la sœur aînée, au moment où elle est enceinte, supplie d'avoir. La sœur aînée donne naissance à un scorpion. Le roi donne cependant un bal, et la jeune sœur apparaît et révèle toute l'histoire.

## Classification
Dans la classification des contes-types d'Aarne et Thompson, Blanchebelle et le Serpent est rangé dans les contes de type AT 706, « La Fille sans mains ». Font également partie de ce type Penta-la-manchotte de Basile (III-2), La Jeune Fille sans mains, un conte recueilli par les frères Grimm, ou encore, en France, le conte alsacien Mariannette (recueilli par Joseph Lefftz).
Blanchebelle comporte certains points de similitudes avec un autre conte de Straparola, Lancelot, roi de Provins (AT 707), notamment la fin, avec un dénouement dans une ambiance apparemment festive, et la marâtre qui prononce sa propre condamnation.

## Commentaire
L'existence d'un conte grec fort proche, La Jeune Fille qui rit des roses et pleure des perles, indique qu'il y a dû y avoir un conte italien similaire familier à Straparola.
Le conte est réminiscent de légendes et de récits littéraires du Moyen Âge concernant Hélène de Constantinople ou Geneviève de Brabant.

## Sources et bibliographie

### Texte en ligne
- (fr) Les Facecieuses Nuictz du Seigneur Jan François Straparole, trad. Jean Louveau, Guillaume Rouille, Lyon, 1560. Voir « Troisieme Nuict, Fable troisieme », p. 183-200. – En ligne sur Google Books. – Commentaire général sur l'ouvrage : Ne contient en fait que les cinq premières Nuits ; certaines libertés sont prises avec la traduction, plusieurs récits se trouvant même remplacés par d'autres, de l'Allemand Bebel.
- (it) Giovanni Francesco Straparola, Le piacevoli notti, Libro primo, Notte terza, Favola III. – sur intratext.com.

### Ouvrages de référence/ études
- (en) Italo Calvino, Italian Folktales  (ISBN 0-15-645489-0).
- (fr) Paul Delarue, Marie-Louise Ténèze, Le Conte populaire français, édition en un seul volume reprenant les quatre tomes publiés entre 1976 et 1985, Maisonneuve et Laroze, coll. « Références », Paris, 2002  (ISBN 2-7068-1572-8), t. 2, p. 618-632.
- (en) Jack Zipes, The Great Fairy Tale Tradition : From Straparola and Basile to the Brothers Grimm  (ISBN 0-393-97636-X).